# ハーモニー (小説)
『ハーモニー』 (<harmony/>) は、伊藤計劃の長編SF小説。2008年12月にハヤカワSFシリーズ Jコレクションの一冊として刊行。第40回星雲賞（日本長編部門）および第30回日本SF大賞受賞。「ベストSF2009」国内篇第1位。2010年12月文庫版が刊行。
2015年にフジテレビ「ノイタミナムービー」第2弾「伊藤計劃プロジェクト」として『虐殺器官』と共に劇場版アニメ化されることが発表された。映画公開に先駆けて、2014年8月8日にはredjuiceが手掛けた新ビジュアルカバーの新装版が『虐殺器官』と同時に早川書房から刊行された。
また、『月刊ニュータイプ』にて創刊30周年記念企画として『虐殺器官』と共にコミカライズがされる事が決定した。

## ストーリー
2019年、アメリカ合衆国で発生した暴動をきっかけに、全世界で戦争と未知のウイルスが蔓延した「大災禍（ザ・メイルストロム）」によって従来の政府は瓦解し、新たな統治機構「生府」の下で高度な医療経済社会が築かれた。この社会体制では、そこに参加する人々自身が公共のリソースとみなされ、社会のために健康・幸福であることが義務とされた。「ザ・メイルストロム」から半世紀を経た頃、女子高生の霧慧(きりえ)トァンは、生府の掲げる健康・幸福社会を憎悪する御冷（みひえ）ミァハに共感し、友人の零下堂（れいかどう）キアンと共に自殺を図るが、途中でキアンが生府に密告したため失敗し、ミァハだけが死んでしまう。
13年後、WHO螺旋監察事務局の上級監察官として、生府の監視の行き届いていない辺境や紛争地帯で活動していたトァンは、ニジェールの戦場で生府が禁止する飲酒・喫煙を行っていたことが露見し、日本に送還されてしまう。日本に戻ったトァンはキアンと再会し昼食を共にするが、そこでキアンは「ごめんね、ミァハ」という言葉を残して自殺する。同時刻に世界中で6,582人の人々が一斉に自殺を図る「同時多発自殺事件」が発生しており、螺旋監察事務局が捜査に当たることになった。事件には死んだミァハが関係していると考えたトァンは、ミァハの遺体を引き取った冴紀ケイタの許を訪れた。そこでトァンは、自身の父親である霧慧ヌァザが人間の意志を操作する研究を行っていたことを聞かされ、ヌァザの研究仲間ガブリエル・エーディンがいるバグダッドに向かおうとする。その際トァンは、自殺直前のキアンがミァハと通話していたことを知り、ミァハが死んでいなかったことに驚愕する。
バグダッドに向かう前、トァンはインターポール捜査官エリヤ・ヴァシロフの接触を受け、人間の意志を操る「次世代ヒト行動特性記述ワーキンググループ」という組織が生府上層部にあり、同時多発自殺事件に関与していることを聞かされる。トァンが空港に向かう途上、同時多発自殺事件を実行した犯人の犯行声明がテレビ放送され、「健康・幸福社会を壊すため、1週間以内に誰か1人を殺さなければ、世界中の人間を自殺させる」と宣言した。トァンは犯人の思考がミァハと同じであることに気づく。
バグダッドに到着したトァンはエーディンと面会、またその日の夜に「次世代ヒト行動特性記述ワーキンググループ」の中心人物である父ヌァザと会う。ヌァザはトァンに、人間の意志を制御し「ザ・メイルストロム」の再来を防ぐ「ハーモニー・プログラム」の研究、及びその実験体としてミァハをバグダッドに連れて来たことを語った。また「ハーモニー・プログラム」には人間の意識が消滅してしまう副作用があり、同時多発自殺事件は「ハーモニー・プログラム」実行急進派のミァハが仕組んだことだと明かす。そこにミァハの仲間のヴァシロフが現れヌァザを拘束しようとするが、トァンと相打ちになって重傷を負い、トァンをかばったヌァザは死んでしまう。トァンはヴァシロフから「ミァハはチェチェンで待っている」と聞かされ、チェチェンに向かう。
犯行声明から1週間の期限を迎えた日、チェチェンの山奥にある旧ロシア軍基地でトァンに再会したミァハは、「生府の健康・幸福社会によって居場所を失った多くの人々が自殺している」として、「人間の意識を消滅させて世界を“わたし”から救う」と真意を語った。トァンはキアンとヌァザの復讐のため「ミァハの望む世界を実現させるけど、それを与えない」と伝えて、ミァハを射殺する。復讐を果たしたトァンは息絶える寸前のミァハと共に基地の外に出て、世界に別れを告げ「人間の意識=わたし」が消滅する。

## 登場人物
声の項は劇場アニメ版の声優。
霧慧 トァン（きりえ トァン）
声 - 沢城みゆき
WHO螺旋監察事務局の上級監察官の女性。少女時代は親密さを強要する社会に逼塞し、反社会的なミァハに心酔していた。そのミァハの提案によりキアンと共に自殺を試みるも失敗、その後は螺旋監察官となり世界中の紛争地帯に出向くことになる。健康監視システムの情報を欺瞞し、戦場で不法に入手した「不健康な嗜好品」を嗜んでいる。
御冷 ミァハ（みひえ ミァハ）
声 - 上田麗奈
トァンの友人だった少女。孤独を好む性格と独特の言動により周囲から孤立していたが、同じく周囲と馴染めなかったトァンとキアンとは親密な関係になる。明晰な頭脳と医療社会への反抗心を持ち、社会をいかにして破壊するかを模索していた。「社会への反抗」としてトァンとキアンと共に自殺を試み、結果彼女一人だけが死亡したとされていたが、「ハーモニー・プログラム」によって一命を取り留め、以降は「次世代ヒト行動特性記述ワーキンググループ」の一員として活動する。
劇場アニメ版及びコミック版と単行本の初刊版などのイラストとでは外見が異なっている。
零下堂 キアン（れいかどう キアン）
声 - 洲崎綾
トァンの友人だった女性。トァンと共にミァハに心酔、ミァハたちと自殺を試みるが、自殺を生府に密告したため失敗した。その後は一般的な市民として生活していたが、世界同時多発自殺事件により命を落とす。
霧慧 ヌァザ（きりえ ヌァザ）
声 - 森田順平
トァンの父親。医療分子技術で高い功績を残している研究者で、研究に没頭し家族を顧みなかった。
冴紀 ケイタ（さえき ケイタ）
声 - チョー
ヌァザの友人であり研究仲間。ヌァザと共同で医療分子技術の研究論文を書いた。事件の後トァンに失踪したヌァザの行方のヒントを与える。
オスカー・シュタウフェンベルク
声 - 榊原良子
螺旋監察官を統括して眞いる首席監察官。トァンの上司。実年齢は72歳だが高度な医学的処置と厳しい節制により30代後半の美貌を保ち続けている。
エリヤ・ヴァシロフ
声 - 三木眞一郎
インターポールの捜査官。事件を追いトァンに接触する。劇中では廃れて久しい名刺を渡してトァンに自己紹介をした。
ガブリエル・エーディン
声 - 渡辺明乃
SEC脳医学研究コンソーシアムの研究員。ヒトの意識モデルに関する研究をしている。
ウーヴェ・ヴォール
声 - 斧アツシ
螺旋監察官。チェチェン・ロシアの紛争地帯での生命権監察に従事しており、事件を追うトァンに捜査協力をする。トァンと同じく監察官の特権を利用して飲酒などの不摂生を行っている。

## 用語
Emotion-in-Text Markup Language（etml）
HTML/XMLを思わせる、架空のマークアップ言語。物語全体がこれのバージョン1.2を用いて記述されている。
大災禍（ザ･メイルストロム）
2019年に発生した北米を中心とする英語圏での大暴動と、それに続く世界規模の騒乱。これによりアメリカ軍のRRWが第三国に流出、アメリカ本土を含め世界中の紛争で核兵器が使用された。また、核戦争の影響で突然変異したウイルスが世界中に蔓延し、健康被害が深刻化。後の高度医療社会と生府の構築につながる。
生府（ヴァイガメント）
大災禍の後に生まれた医療合意共同体。医療サーバーを介して市民へ医薬品を提供したり、生府参加員達のセッションを行う場として働いている。国籍や地理的な制限無く1つの生府に世界中の人間が参加しており、逆に同じ国籍でも所属する生府が違うことが多い。一方で旧来の政府は縮小しており、治安維持など統治機構としての最低限の役割を担っているのみとなっている。
生命主義（ライフイズム）
大災禍後の世界で広く支持されている政治思想。社会学的には「構成員の健康の保全を統治機構にとって最大の責務と見なす思想」と定義されており、生府の基本理念となっている。
WatchMe
生府に普及している恒常的体内監視システム、またはその役割を担うナノマシンの通称。
DummyMe
WatchMeにインストールして、生府サーバーに偽の生体データを送って身体状況を隠すハッキングプログラム。
拡張現実（オーグメンテッド・リアリティ）
『虐殺器官』で登場する「オルタナ（副現実）」と同等のウェアラブルコンピュータ。
次世代ヒト行動特性記述ワーキンググループ
生府の上層部も設立に関与した科学者による非公式組織。 WatchMeを利用して人間の意識を制御する実験を行っていた。
トゥアレグ族
WatchMeをニジェール政府による同化政策と見做して拒絶し反乱を起こしている。実際にはオフラインでWatchMeを使用している。
ディアン・ケヒト
医療の街として栄えているバグダッドの中心部にそびえる巨大な医療施設。
対ロシア自由戦線
21世紀後半においてもなお継続されるチェチェン紛争においてロシアと敵対する武装勢力。

## 評価
SF書評家・評論家の大森望は、筋立ては『虐殺器官』と重なり、意識をめぐるアイディアは短編「From the Nothing, with Love」と共通だが、結末の衝撃は『万物理論』級で、ある意味、21世紀最高の比類なき恐怖小説かもしれないと述べた。

## 展開

### 英訳
2010年7月にビズメディアの翻訳SFレーベルHaikasoruより、アレクサンダー・Ｏ・スミスによる英訳版が刊行され、2010年フィリップ・K・ディック賞特別賞を受賞した。

### 漫画
コミック百合姫
コミック百合姫誌上でコミカライズ版の連載が予定されており、同誌編集長の中村成太郎によると、百合作品ファンと伊藤計劃ファンが互いに良い影響を与えあえるようにしたいとのことであった（実現せず）。
月刊ニュータイプ
月刊ニュータイプ創刊30周年記念企画としてコミカライズが決定され、『月刊ニュータイプ』（KADOKAWA）2015年5月号より連載。その後『コミックNewtype』に移籍して連載された。連載に先駆けて同年3月10日発売の2015年4月号にてメインキャラクターのイラストが公開された。作画は三巷文が担当する。単行本全4巻。
1. 2016年3月26日初版発行（同日発売）、ISBN 978-4-04-104068-3
2. 2017年2月25日発売、ISBN 978-4-04-105478-9
3. 2019年11月09日発売、ISBN 978-4-04-108665-0
4. 2019年11月09日発売、ISBN 978-4-04-108666-7

## 劇場アニメ
フジテレビ「ノイタミナムービー」第2弾「Project Itoh」の一環として2015年11月13日に公開された。PG12指定。
監督は『AKIRA』の作画監督などを務めたなかむらたかしと、『鉄コン筋クリート』の監督を務めたマイケル・アリアスの共同監督で、アニメーション制作は『鉄コン筋クリート』のSTUDIO 4℃が担当する。
当初は2015年11月公開予定だったが『虐殺器官』が公開延期することに伴い公開順序が変更され12月4日から公開予定となった。しかし『虐殺器官』は「制作体制の見直し」を理由に公開を無期限延期（詳細は虐殺器官を参照）。結果としてハーモニーは当初の予定通りの公開となった。
全国72スクリーンで公開され、11月14日・15日の国内映画ランキング（興行通信社調べ）では第11位となった。

### キャスト
- 霧慧トァン - 沢城みゆき
- 御冷ミァハ - 上田麗奈
- 零下堂キアン - 洲崎綾
- オスカー・シュタウフェンベルク - 榊原良子
- エリヤ・ヴァシロフ - 三木眞一郎
- 霧慧ヌァザ - 森田順平
- 冴紀ケイタ - チョー
- ガブリエル・エーディン - 渡辺明乃
- ウーヴェ・ヴォール - 斧アツシ
- 御冷レイコ - 森千晃
- アサフ - 大塚明夫

### スタッフ
- 原作 - 「ハーモニー」伊藤計劃（ハヤカワ文庫JA）
- 監督 - なかむらたかし、マイケル・アリアス
- 脚本 - 山本幸治
- キャラクター原案 - redjuice
- 演出・CGI監督 - 廣田裕介
- キャラクターデザイン・総作画監督 - 田中孝弘
- プロップデザイン・作画監督 - 竹内一義
- メカデザイン・エフェクト作画監督 - 渡辺浩二
- 色彩設計 - 成毛久美子
- 美術監督 - 狹田修、新林希文
- 美術設定 - 冨永拓生、菱山徹
- 編集 - 重村建吾
- 音楽 - 池頼広
- 音楽プロデューサー - 佐野弘明
- 音楽制作 - ソニー・ミュージックエンタテインメント、フジパシフィックミュージック
- 録音演出 - 名倉靖
- 音響デザイン - 笠松広司
- チーフプロデューサー - 松崎容子、山本幸治
- プロデューサー - 田中栄子、尾崎紀子、吉澤隆
- アニメーションプロデューサー - 荻原知子
- 製作：清水賢治（フジテレビ）、植田益朗、大田圭二、横澤良雄、中尾勇一、中村理一郎、竹中幸平、田中栄子
- アニメーション制作 - STUDIO 4℃
- 制作 - Project Itoh（フジテレビジョン、アニプレックス、東宝、関西テレビ放送、京楽産業ホールディングス、電通、ソニー・ミュージックエンタテインメント、Beyond C.）

### 主題歌
「Ghost of a smile」
歌 - EGOIST

### 映像ソフト
Blu-rayの完全生産限定版(ANZX-11603〜11604)と通常版(ANSX-11603)、DVDの通常版(ANSB-11603)が2016年3月9日にリリースされた。

## オーディオブック

### audiobook.jp配信版
2019年3月27日より「audiobook.jp」から登場人物ごとのキャストが割り当てられたオーディオブックが、データ配信されている。
キャスト
- 霧慧トァン - 豊口めぐみ
- 御冷ミァハ - 下田麻美
- 零下堂キアン - 清水理沙
- シュタンフェンベルク・オスカー - 佐竹海莉
- 霧慧ヌァザ - 竹内良太
- 冴紀ケイタ - 佐藤健輔
- ガブリエル・エーディン - 吉田麻実
- エリヤ・ヴァシロフ - 岩崎了
- ウーヴェ - 市村徹

### Audible配信版
2020年9月18日より「Audible」から池添朋文による朗読のオーディオブックが、データ配信されている
。

## その他
- 朝日新聞の文化面2022年新春企画「覧古考新」の1回目（元日に掲載）では、本作および『国民クイズ』を取り上げ、民主主義と自由などについて考察した。